# 田久保裕一
田久保 裕一（たくぼ ゆういち、1957年 - ）は、日本の指揮者。千葉県習志野市秋津在住。

## 略歴
1957年5月23日生まれ。船橋市立前原小学校在学中の4年生の時より同校の合奏クラブに所属した。高校はオーケストラの部活がある千葉県立船橋高等学校に進学。船橋高校在学中に指揮を始める。高校2年生のときに、小学校の合奏グラブのOBらと集まり「ウインドミル・オーケストラ」というアマチュアオーケストラを創設し、指揮者と初代団長に就任する。
東京学芸大学音楽科卒業。伊藤栄一に師事。音大卒業後は1980-1992年まで小中学校の音楽教師を務めながらアマチュアオーケストラの指揮を続けた。1988年、田久保が30歳のときに母親が死去。母の死去を転機に、｢人生どうなるか判らない｣と悟り、1992年に教師を退職しプロ指揮者となる。当時35歳であった。
1994年11月、ルーマニア・ブラショフ市で開催された第4回「ディヌ・ニクレスク」国際指揮者コンクールでグランプリを受賞する。また審査員特別賞「ルーマニア現代音楽演奏賞」と聴衆特別賞も同時に受賞した。同コンクールで優勝するのは日本人として初。
1999年には日本人指揮者として初めてカザフスタンに招かれ、旧首都アルマトイ市で開催される記念行事「アックジョール2030」で、同市立オーケストラを指揮した。
スロヴァキア放送交響楽団・ルーマニア室内管弦楽団・広島交響楽団・新星日本交響楽団・東京シティ・フィルハーモニック管弦楽団・京都市交響楽団といった主要オーケストラで指揮経験を持つ。チェロを演奏することも出来、1000人のチェロ・コンサートでは度々指揮と指導を務めている。
現在は全国で後進の指導にもあたっている。
また、京都等において指揮者講習会も
開いている。

## 特記事項
- 「ウインドミル・オーケストラ」は、2024年現在も活動を続けている。
- フリーの指揮者として活動することが多く、年の半分近くは各地の演奏会で指揮をする[1]。

## 著書・メディア
DVD
- 『田久保裕一の"生徒の心を引きつける合唱指揮法"のABC』（ジャパンライム、2015年7月）
- 『田久保先生の熱血！指揮法クリニック【セミナーDVD版】～指揮者が知るべき生徒の能力を引き出す工夫～』（ジャパンライム、2018年）